# Monde des Livres
Pour le magazine Le Monde des livres, voir Le Monde#Suppléments, rubriques et titres.
Le  Monde des Livres  est l'environnement fictif et complexe qui gère de manière « invisible » les livres. Le Monde des Livres a été créé par Jasper Fforde dans sa série Thursday Next.

## Création
Le Monde des Livres semble avoir été « créé » par le « Grand Manitou », une entité personne/chose, qui représente la plus haute autorité et pourtant n'est jamais présent, agissant en tant que dieu des genres dans l'univers fictionnel. L'expression « Grand Manitou » exprime l'importance suprême d'une personne dans sa fonction et donc confirme cette hypothèse.

## Lieux principaux et géographie

### La Grande Bibliothèque
Constituée de 52 niveaux au total, la Grande Bibliothèque représente le centre névralgique du Monde des Livres. Elle donne accès à n'importe quel livre jamais créé.
Les 26 niveaux supérieurs sont organisés par ordre alphabétique de nom d'auteur. Chacun est composé de deux longs couloirs (300 km) perpendiculaires, abritant les rayonnages de tous les livres publiés. Les murs sont lambrissés et le sol, recouvert d'une épaisse moquette. Afin de déterminer si le « saut » dans un livre est possible, la couverture du livre est soit verte, pour « disponible », soit rouge pour « indisponible ».
À la croisée des couloirs, un grand trou, protégé d'une balustrade, permet de voir les autres niveaux. Au plus haut niveau, un grand dôme de verre domine l'ensemble. Là, on peut observer une vaste forêt où d'autres grandes bibliothèques sont visibles dans le lointain. Une pour chaque langue.
Les 26 niveaux inférieurs, connus sous le nom de « Puits des histoires perdues », renferme les ouvrages non publiés ou en « construction ». Les livres qui n'ont pas été édités sont « mis à la ferraille », et leur texte sont réutilisés pour de futures histoires. L'ambiance est toute différente des niveaux supérieurs. L'activité y est grouillante et les couloirs ressemblent « plutôt à des ruelles élisabéthaines ».
Le Chat du Cheshire est le « superbibliothécaire » de la Grande Bibliothèque, bien qu'en raison de la réorganisation administrative en Angleterre, les frontières du comté du Cheshire ont été modifiées et il est devenu « officiellement le Chat de l'Autorité Unitaire de Warrington, sauf que ça ne sonne pas pareil ».

### Le Grand Central de Texte
C'est la « salle des machines » du Monde des Livres. Le Grand Central de Texte utilise un moteur de Décodage afin d'observer les changements dans les livres et de permettre au lecteur de lire les livres en utilisant un système complexe, « l'ImaginoTransfert », qui envoie les images créées à l'imagination du lecteur.

### La Mer de Texte
Dans les profondeurs du Puits des histoires perdues, la Mer de Texte est la source de tout texte pour tous livres. C'est aussi le cimetière de tous les textes mis au rebut. Des ouvriers retirent du rivage des « bouts de textes » et les dépècent pour ne garder que des extraits réutilisables bons à revendre. Les restes sont rejetés à la mer où ils se diluent, perdent leur sens, pour former un méli-mélo aléatoire de mots, de lettres et de ponctuations.

### Zoo fictionnel
Sorte de réserve naturelle ou de bestiaire qui abrite ou enferme des créatures du Monde des Livres (voir le chapitre sur les créatures). Ce lieu est situé dans un livre, L'épée des Zénobiens, un ouvrage de fantasy, non publié et protégé par mot de passe. Il est aussi destiné à la recherche sur ces créatures.
Seuls certains agents de la Jurifiction sont habilités à accéder à cet endroit car il renferme des « éléments » pouvant être très dangereux. Le « vyrus ortografique » par exemple, peut se répandre dans un texte et le transformer conséquemment. Les agents étant eux-mêmes constitués de texte (ce sont des personnages fictifs créés avec les mots de leur auteur) peuvent aussi disparaître.

## Communications

### Les NDBDP-phones
La communication dans le Monde des Livres s'opère avec les NDBDP-phones (portables de Note De Bas De Page). Les paroles de l'interlocuteur apparaissent comme notes de bas de page dans le texte. Le raccordement entre les téléphones passe par des conduits souterrains, invisibles dans le livre. Ce réseau de tunnels relie les livres et les genres. Les raccordements peuvent être filtrés en utilisant « les cribles textuels », qui filtrent tout le texte entrant. Les « Spam » ont aussi leur place dans Monde des Livres, ils apparaissent fréquemment dans Le Puits des histoires perdues.

## Transports

### Saut dans les livres
Alors que le saut dans les livres semble être un talent donné à tous les personnages de fiction, cette capacité est exceptionnelle chez les « Extérieurs » au Monde des Livres. Pour « sauter », il est nécessaire de lire le passage du livre dans lequel on souhaite « atterrir ». La maîtrise d'un tel talent peut être naturelle ou acquise avec un enseignement de « qualité ». Dans de tels cas, la lecture peut être silencieuse.
Il faut cependant prendre garde à ne pas « sauter » directement dans une zone de narration où l'action se déroule car cela pourrait modifier, voire détruire l'intrigue du livre.
Un « saut » est caractérisé par un « fondu » du personnage dans son environnement.

### Transport privé
Si un personnage ne peut ou ne souhaite pas « sauter », il pourra utiliser un moyen de transport privé. Le seul de ce type connu est celui des « Taxis TransGenres », un service de taxi qui transporte ses passagers vers le livre de son choix, moyennant finances et patience !

## Le crime et sa répression
La plupart des « crimes non organisés » se déroulent dans le Puits des histoires perdues, en raison de son manque de contrôle. Le délit le plus commun est la vente illégale de procédés narratifs, d'intrigues, de personnages et autres.

### La Jurifiction
En raison de l'instabilité fréquente d'une grande partie du Monde des Livres, une agence de police a été établie par le Conseil des Genres (Voir le chapitre sur le gouvernement). Elle utilise le « saut dans les livres » et d'autres moyens pour maintenir l'ordre dans le Monde des Livres. 
Unique force de prévention, la Jurifiction a compétence sur presque tous les domaines du Monde des Livres.

## Gouvernement
L'organe législatif principal est le  Conseil des Genres , composé de sénateurs représentant chacun un genre littéraire. Le Conseil ordonnance, statue, contrôle diverses questions relatives à la narration, à l'usage des mots ou à la publication d'un livre.
Cependant, le Conseil n'a aucun pouvoir sur les questions judiciaires. Pour ce faire, des scènes d'audience sont utilisées. Le juge et le jury de chacune de ces scènes siègent au cours de l'affaire concernée.

## Créatures

### Vers correcteurs
Larves bénéfiques au Monde des Livres, les vers correcteurs se nourrissent de mots pour en régurgiter des significations. Ils vivent dans les dictionnaires des synonymes et agissent comme un thésaurus, améliorant le champ lexical d'une phrase. Par exemple, le mot « joli » sera transformé en « adorable » ou « attrayant ». Cependant l'excès de vers correcteurs dans un texte produira un langage excessivement fleuri et quasi impossible à lire.

### Grammasites
Famille de parasites, les grammasites se nourrissent de grammaire à l'intérieur des livres. Ils sont issus d'une ancienne tentative visant à transformer les noms en verbes. S'échappant de cette expérience, ils se retrouvèrent en liberté et s'attaquent depuis aux textes, leur causant des dommages parfois irréparables. 
Cette famille est divisée en espèces : les Adjectivores qui aspirent toute description d'un objet ; les Verbisoïdes qui suppriment les verbes des phrases et peuvent rendre un récit inintelligible (ils peuvent être combattus avec des verbes irréguliers).

### Le Minotaure
Le monstre mythologique est enfermé dans le livre qui sert de zoo fictionnel (voir le chapitre Jurifiction)… jusqu'au jour où il s'échappe. Il est depuis en cavale entre le « monde réel » et le Monde des Livres, à la poursuite de victimes. Les agents de la Jurifiction ont toutefois pu lui inoculer une sorte de virus appelé GrosseFarce afin de pouvoir le repérer dans les textes : un événement burlesque dans un roman du genre tragédie sera incongru et ne passera pas inaperçu.

## Langues
Bien que la langue du Monde des Livres soit l'anglais, il existe d'autres Grandes Bibliothèques qui sont dédiées aux autres langues. Des « sous-langages » sont toutefois usités. Ils sont exprimés avec des polices de caractères : le Courrier Gras, par exemple, est le langage utilisé dans le puits des histoires perdues, en particulier par les criminels. Dans sa jeune enfance, Friday Next ne parle que le Lorem Ipsum.